# Bohodariwka (Lubny, Tschornuchy)
Bohodariwka (ukrainisch Богодарівка; russisch Богодаровка Bogodarowka) ist ein Dorf im Norden der ukrainischen Oblast Poltawa mit etwa 350 Einwohnern (2001).
Die Ortschaft liegt auf einer Höhe von 150 m, 17 km nördlich vom ehemaligen Rajonzentrum Tschornuchy und 170 km nordwestlich vom Oblastzentrum Poltawa.

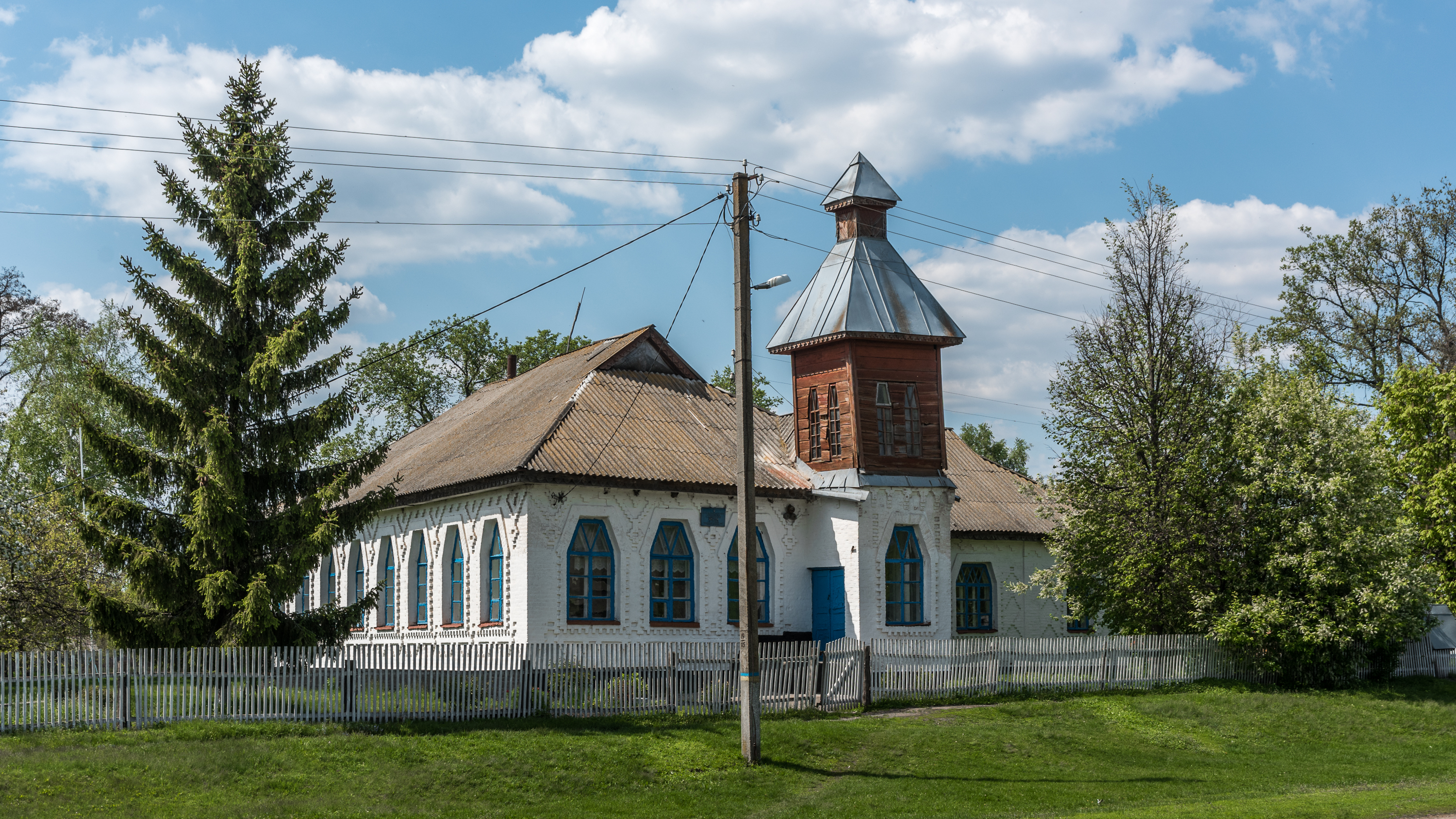
Gemeindeschule von 1913/14

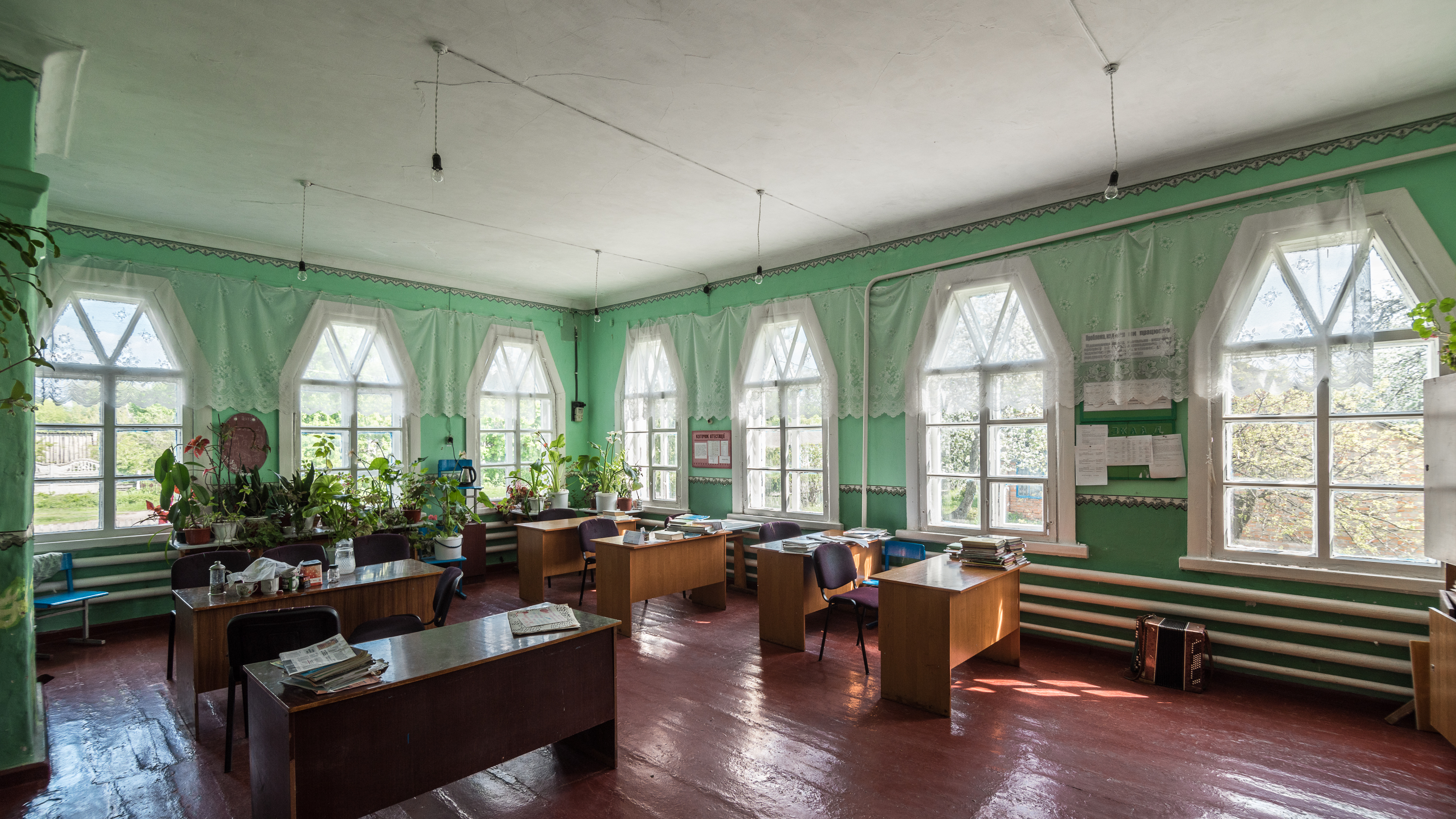
Einer der Klassenräume in der Schule

Im Dorf befindet sich eine in den Jahren 1913/14 erbaute Dorfschule, die Merkmale der ukrainischen Architekturmoderne aufweist. Sie misst 21,00 m × 19,94 m und verfügt über zwei Klassenräume für insgesamt 100 Schüler.
Am 12. Juni 2020 wurde das Dorf ein Teil der Siedlungsgemeinde Tschornuchy, bis dahin bildete es zusammen mit den Dörfern Holotiwschtschyna (Голотівщина) und Osnjah (Осняг) die gleichnamige Landratsgemeinde Bohodariwka (Богодарівська сільська рада/Bohodariwska silska rada) im Norden des Rajons Tschornuchy.
Am 17. Juli 2020 kam es im Zuge einer großen Rajonsreform zum Anschluss des Rajonsgebietes an den Rajon Lubny.